# Tall Ziwan
Tall Ziwan (arab. تل زيوان) – wieś w Syrii, w muhafazie Al-Hasaka. W 2004 roku liczyła 443 mieszkańców.